# Persone di nome Anthony/Attori
| Questa pagina contiene informazioni ricavate automaticamente dalle voci biografiche con l'ausilio del template Bio e di un bot. L'aggiornamento è periodico e automatico e ricostruisce completamente la pagina. Se manca una persona in questa lista, sei pregato di non aggiungerla, ma accertati piuttosto che la sua voce biografica contenga il template Bio e che i dati anagrafici siano correttamente compilati. Se il template Bio manca, inseriscilo tu stesso o, in alternativa, metti l'avviso {{tmp\|Bio}} che ne segnala la mancanza. Se i dati riportati sono sbagliati, correggi direttamente la voce biografica; le modifiche saranno visibili in questa lista entro pochi giorni. Per chiarimenti vedi il progetto antroponimi. La lista contiene solo le 65 persone che sono citate nell'enciclopedia e per le quali è stato implementato correttamente il template Bio. Pagina aggiornata al 22 lug 2025. |

Questa è una lista di persone presenti nell'enciclopedia che hanno il nome Anthony e sono attori.

## A(5)
- Anthony Addabbo, attore statunitense (Coral Gables, n. 1960 - Norfolk, † 2016)
- Anthony Ainley, attore britannico (Stanmore, n. 1932 - Harrow, † 2004)
- Anthony Anderson, attore e personaggio televisivo statunitense (Los Angeles, n. 1970)
- Anthony Andrews, attore britannico (Londra, n. 1948)
- Tony Anholt, attore britannico (Singapore, n. 1941 - Londra, † 2002)

## B(4)
- Anthony Bajon, attore francese (Villeneuve-Saint-Georges, n. 1994)
- Anthony Boyle, attore britannico (Belfast, n. 1994)
- Wilford Brimley, attore e stuntman statunitense (Salt Lake City, n. 1934 - St. George, † 2020)
- Tony Britton, attore britannico (Birmingham, n. 1924 - Londra, † 2019)

## C(7)
- Anthony Carrigan, attore statunitense (Boston, n. 1983)
- Anthony Caruso, attore statunitense (Frankfort, n. 1916 - Brentwood, † 2003)
- Anthony Clark, attore statunitense (Lynchburg, n. 1964)
- Eugene Clark, attore e ex giocatore di football americano canadese (Tampa, n. 1951)
- Anthony Cozens, attore britannico (Regno Unito, n. 1977)
- Anthony Crivello, attore e cantante statunitense (Milwaukee, n. 1955)
- Tony Curran, attore britannico (Glasgow, n. 1969)

## D(7)
- Anthony Daniels, attore britannico (Salisbury, n. 1946)
- Anthony Dawson, attore britannico (Edimburgo, n. 1916 - Lewes, † 1992)
- Anthony DeSando, attore statunitense (Jersey City, n. 1965)
- Anthony Delon, attore francese (Los Angeles, n. 1964)
- Tony Denman, attore statunitense (Minneapolis, n. 1979)
- Anthony Dexter, attore statunitense (Talmage, n. 1913 - Greeley, † 2001)
- Tony Dow, attore, regista televisivo e produttore televisivo statunitense (Los Angeles, n. 1945 - Topanga, † 2022)

## E(3)
- Anthony Edwards, attore statunitense (Santa Barbara, n. 1962)
- Anthony Eisley, attore statunitense (Filadelfia, n. 1925 - Woodland Hills, † 2003)
- Robin Ellis, attore britannico (Ipswich, n. 1942)

## G(2)
- Anthony Geary, attore statunitense (Coalville, n. 1947)
- Anthony Gonzalez, attore statunitense (Los Angeles, n. 2004)

## H(6)
- Anthony Michael Hall, attore statunitense (Boston, n. 1968)
- Anthony Hayes, attore australiano (n. 1977)
- Anthony Head, attore britannico (Londra, n. 1954)
- Anthony Heald, attore statunitense (New Rochelle, n. 1944)
- Anthony Higgins, attore britannico (Northampton, n. 1947)
- Anthony Holland, attore statunitense (New York, n. 1928 - New York, † 1988)

## I(1)
- Tony Danza, attore e ex pugile statunitense (New York, n. 1951)

## J(1)
- Anthony James, attore statunitense (Myrtle Beach, n. 1942 - Cambridge, † 2020)

## K(1)
- Anthony Keyvan, attore statunitense (Long Beach, n. 2000)

## L(1)
- Anthony LaPaglia, attore australiano (Adelaide, n. 1959)

## M(4)
- Anthony Mackie, attore statunitense (New Orleans, n. 1978)
- Robbie Coltrane, attore e comico britannico (Rutherglen, n. 1950 - Larbert, † 2022)
- Anthony Montgomery, attore statunitense (Indianapolis, n. 1971)
- Tony Musante, attore statunitense (Bridgeport, n. 1936 - New York, † 2013)

## N(2)
- Anthony Newley, attore e cantautore inglese (Londra, n. 1931 - Jensen Beach, † 1999)
- Anthony Numkena, attore statunitense (Culver City, n. 1942)

## O(2)
- Anthony O'Sullivan, attore e regista statunitense (n. 1855 - New York, † 1920)
- Tony Oller, attore e cantautore statunitense (Springfield, n. 1991)

## P(3)
- Anthony Franciosa, attore statunitense (New York, n. 1928 - Los Angeles, † 2006)
- Anthony Ray Parker, attore statunitense (Saginaw, n. 1958)
- Anthony Perkins, attore, regista e sceneggiatore statunitense (New York, n. 1932 - Los Angeles, † 1992)

## Q(2)
- Anthony Quayle, attore britannico (Southport, n. 1913 - Londra, † 1989)
- Tony Revolori, attore statunitense (Anaheim, n. 1996)

## R(5)
- Anthony Ramos, attore e cantante statunitense (New York, n. 1991)
- Anthony Rapp, attore e cantante statunitense (Joliet, n. 1971)
- Anthony Roberts, attore, regista e sceneggiatore inglese
- Anton Rodgers, attore e cantante britannico (Londra, n. 1933 - Reading, † 2007)
- Anthony Ruivivar, attore statunitense (Honolulu, n. 1970)

## S(5)
- Anthony Denison, attore statunitense (New York, n. 1949)
- Anthony Sadler, attore e scrittore statunitense (Sacramento, n. 1992)
- Tony Steedman, attore britannico (Warwickshire, n. 1927 - † 2001)
- Anthony Steel, attore britannico (Londra, n. 1920 - Northwood, † 2001)
- Anthony Steffen, attore italiano (Roma, n. 1930 - Rio de Janeiro, † 2004)

## T(2)
- Anthony Teague, attore e ballerino statunitense (Jacksboro, n. 1940 - Ashland, † 1989)
- Tony Todd, attore e doppiatore statunitense (Washington, n. 1954 - Marina del Rey, † 2024)

## W(1)
- Anthony Wong Chau-sang, attore, sceneggiatore e regista hongkonghese (Hong Kong, n. 1961)

## Z(1)
- Anthony Zerbe, attore statunitense (Long Beach, n. 1936)